# Nadschaf
Nadschaf (auch Nedschef; arabisch النجف an-Nadschaf, persisch نجف) ist eine Stadt im Irak und Hauptstadt der Provinz Nadschaf. Sie liegt südlich von Bagdad und hat 900.583 Einwohner (Stand 1. Januar 2008). Sie zählt zu den sieben heiligen Städten des schiitischen Islams.
Nahezu 100 % der Einwohner sind Araber. 99,99 % der Einwohner sind Muslime. Über 95 % von ihnen sind Schiiten und 5 % Sunniten.
Für Schiiten, insbesondere für die Zwölfer-Schiiten, gilt Nadschaf als heilig: In der Stadt steht die Imam-Ali-Moschee, Grabmoschee des für die Schiiten sehr wichtigen Imams ʿAlī ibn Abī Tālib, des Schwiegersohns und Nachfolgers des Propheten Mohammed. Die Moschee wird als bedeutendstes islamisches Heiligtum des Irak angesehen.
Im Großraum der Stadt befindet sich der Wadi-us-Salaam-Friedhof, laut Guinness-Buch der Rekorde der größte Friedhof der Welt.
Alle Hauptstraßen Nadschafs laufen sternförmig auf ihn zu und enden vor den hohen Mauern, welche die Moschee schützen. Diese zieht Tag und Nacht Pilger an. Verstorbene werden von ihren Verwandten in einfachen Holzsärgen hierher gebracht, damit vor dem Begräbnis am Stadtrand der Segen des Imams Ali erbeten werden kann.
Nadschaf ist auch politisches Machtzentrum, vor allem wegen des Sitzes der Hawza, der Vereinigung einflussreicher schiitischer Gelehrter.

## Geschichte
Die Stadt wurde im 8. Jahrhundert von dem Kalifen Hārūn ar-Raschīd gegründet, an der vermeintlichen Stelle des Grabes von ʿAlī ibn Abī Tālib, einem Vetter Mohammeds.
1978 bereitete Ayatollah Ruhollah Chomeini die Revolution im Iran von Nadschaf aus vor, wohin er 1965 geflüchtet war.
Nadschaf wurde im ersten und zweiten Golfkrieg schwer beschädigt. Die schiitische Bevölkerung litt lange und hart unter Saddam Husseins Herrschaft. 1991 wagte sie einen Aufstand, nachdem die USA ihr Hilfe versprochen hatten. Der Aufstand wurde jedoch, als die Hilfe ausblieb, von den Truppen Saddams blutig niedergeschlagen. Tausende Schiiten wurden getötet, viele von ihnen in Massengräbern verscharrt.
Die Schlacht um Nadschaf endete im April 2003 mit dem Sieg der angreifenden Amerikaner. Im August 2003 verübten Gegner der irakischen Neuordnung einen verheerenden Bombenanschlag auf die Imam-Ali-Moschee. Dabei wurden 120 Menschen getötet, darunter der als gemäßigt geltende Ayatollah Muhammad Baqir al-Hakim.
Im April 2004 eroberten Anhänger des radikalen schiitischen Geistlichen Muqtada as-Sadr neben der Stadt Kut auch Nadschaf. Ein teilweiser Rückzug erfolgte im Mai 2004 vor der Wahl der neuen Staatsleitung.

## Klima
In Nadschaf herrschen heiße und trockene Sommer mit Temperaturen bis über 50 °C und milde Winter mit Temperaturen nicht unter 20 °C.

## Verkehr
Südöstlich der Stadt befindet sich der Flughafen Nadschaf (IATA-Cide: NJF; ICAO-Code: ORNI).

## Bekannte Kinder der Stadt
- Hassan Tabatabaei Qomi (1912–2007), iranischer schiitischer Geistlicher
- Muhammad Bahr al-Ulum (1927–2015), schiitischer Geistlicher
- Mohammad Husseini Schirazi (1928–2001), Kleriker (Großajatollah)
- Muhammad Said al-Hakim (1934–2021), zwölferschiitischer Geistlicher
- Muhammad Hussein Fadlallah (1935–2010), führender schiitischer Geistlicher im Libanon und geistlicher Führer der Hisbollah
- Muhammad Baqir al-Hakim (1939–2003), Großajatollah und Oppositionsführer
- Mohammad Ali Taschiri (1944–2020), iranischer schiitischer Geistlicher
- Mahmud Haschemi Schahrudi (1948–2018), Politiker und Oberster Richter des Iran (1999–2009)
- Abd al-Aziz al-Hakim (1950/53–2009), Geistlicher und Politiker
- Mohamed Ali Alhakim (* 1952), Diplomat und Politiker
- Mohsen Araki (* 1955), iranischer schiitischer Geistlicher
- Ali Laridschani (* 1958), iranischer Politiker
- Sadegh Laridschani (* 1961), schiitischer Geistlicher, seit 2009 Chef der Justiz des Irans
- Abd al-Madschid al-Khoei (1962–2003), schiitischer Kleriker
- Jawad Al-Khoei (* 1980), schiitischer Geistlicher
- Mohammed al-Hakim (* 1985), schwedischer Fußballschiedsrichter